# Nobuyuki Majima
Nobuyuki Majima –en japonés, 前島 延行, Majima Nobuyuki– es un deportista japonés que compitió en judo. Ganó una medalla de plata en el Campeonato Mundial de Judo de 1967 y dos medallas de oro en el Campeonato Asiático de Judo de 1966.

## Palmarés internacional
| Campeonato Mundial  | Campeonato Mundial              | Campeonato Mundial | Campeonato Mundial |
| Año                 | Lugar                           | Medalla            | Categoría          |
| ------------------- | ------------------------------- | ------------------ | ------------------ |
| 1967                | Salt Lake City (Estados Unidos) | Medalla de plata   | +93 kg             |
| Campeonato Asiático |                                 |                    |                    |
| Año                 | Lugar                           | Medalla            | Categoría          |
| 1966                | Manila (Filipinas)              | Medalla de oro     | +80 kg             |
| 1966                | Manila (Filipinas)              | Medalla de oro     | Abierta            |